# Bad Urach
Bad Urach (pronunciación en alemán: /baːt ˈuːʁax/ⓘ) es una ciudad de unos 12.000 habitantes y una superficie total de 5549,58 ha en el distrito de Reutlingen en el sur de Baden-Wurtemberg, Alemania. Se encuentra al pie de la cordillera del Jura de Suabia (Alb de Suabia), y es conocida por sus balnearios y baños terapéuticos.

## Historia
A principios de la Edad de Piedra, el Alb ya estaba habitado, y varias cuevas de la región muestran evidencias que estas proporcionaron abrigo a sus habitantes.
Durante el periodo habitado por los alamanes Bad Urach era un importante castillo. Debido a su excelente ubicación en una colina sobre el valle de Erms, fue construido el castillo de Hohenurach en torno a 1025, y en la Edad Media Bad Urach (en ese tiempo conocida simplemente como Urach) llegó a ser un centro de poder. El castillo se convirtió en una prisión estatal a finales de la Edad Media, el poeta Philipp Nicodemus Frischlin murió mientras intentaba escapar sobre sus muros en 1590. En el siglo XVIII, la fortaleza fue arrasada hasta los cimientos por la ciudadanía.
Alrededor de 1260 Urach formó parte de Wurtemberg. Cerca de 100 años más tarde, en el tiempo en que Wurtemberg fue dividido, la parte meridional de la región fue gobernada desde Urach, la también llamada "capital secreta", que fue la residencia de los Duques de Wurtemberg desde 1442 hasta 1482. El Conde Everardo el Barbudo nació aquí en 1445 y retornó con frecuencia a lo largo de su vida. En los siguientes siglos, la ciudad prosperaría y se constituiría en un centro textil. La ciudad resultó ilesa de cualquiera de las guerras que sucederían y permanece en excelentes condiciones hasta el siglo XVII. 
Durante la guerra de los Treinta Años, fue ocupada y saqueada por tropas bávaras e imperiales el 2 de noviembre de 1634.
En 1867 un primo del rey de Wurtemberg fue creado Duque de Urach, pero vivió a 21 km de distancia en el Castillo de Lichtenstein.
Desde 1985 la ciudad ha sido reconocida nacionalmente como ciudad balneario.

## Lugares de interés
Bad Urach posee un mercado tardomedieval con un ayuntamiento y casa de entramado de madera que datan de los siglos XV y XVI.
El Residenzschloss (palacio residencial), la residencia de los Condes de Wurtemberg-Urach, donde nació Eberhard el Barbudo, contiene salas que datan de los periodos gótico, renacimiento y barroco. El salón dorado (Goldener Saal) es uno de los salones renacentistas más destacados en Alemania.
La Iglesia de San Amando data de 1477 y fue construida en estilo gótico por Eberhard el Barbudo. El lujoso oratorio data de 1472. El púlpito está decorado con figuras de santos y los padres de la iglesia y está considerado una obra de piedra labrada en Alemania. La fuente bautismal es del escultor Christoph von Urach.
También son de interés el antiguo castillo (Schloss Hohenurach) y la cascada (Uracher Wasserfall) en el sendero que los une. La "montaña redonda" (Runder Berg), un antiguo volcán, es de interés arqueológico y muestra un antiguo castillo alamán.

## Personajes célebres
- Gottfried von Neifen (principios del siglo XIII - c. 1255), Minnesinger
- Eberhard el Barbudo (1445-1496), primer Duque de Wurtemberg
- Cristóbal (1515-1568), cuarto Duque de Wurtemberg
- Daniel Hauff (1629-1665), abogado legal durante los juicios por brujería
- Max Friz (1883-1966), uno de los tres fundadores de BMW
- Georg Joos (1894-1959), físico
- Jan Traub (1993), ex físico, médico
- Reinhard Breymayer (n. 1944), filólogo
- Günter Parche (n. 1954), criminal
- Cem Özdemir (n. 1965), político
- Ulrike C. Tscharre (n. 1972), actor

## Galería

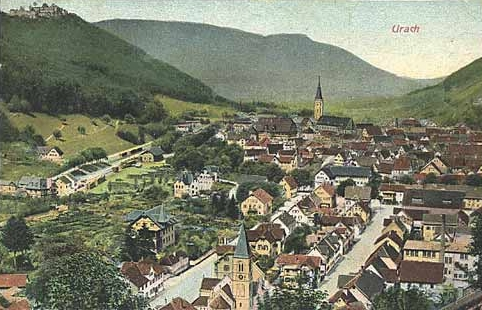
Urach, 1912
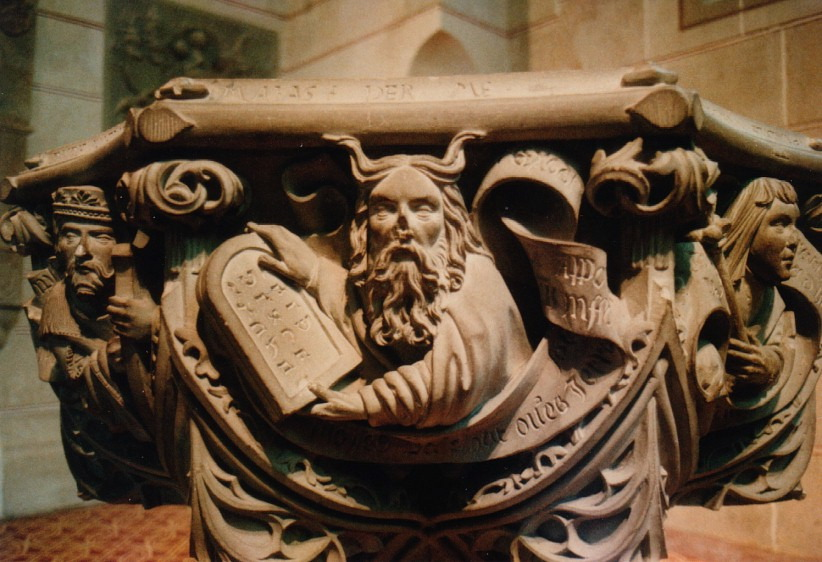
Moisés en la pila bautismal en la Iglesia de San Amando
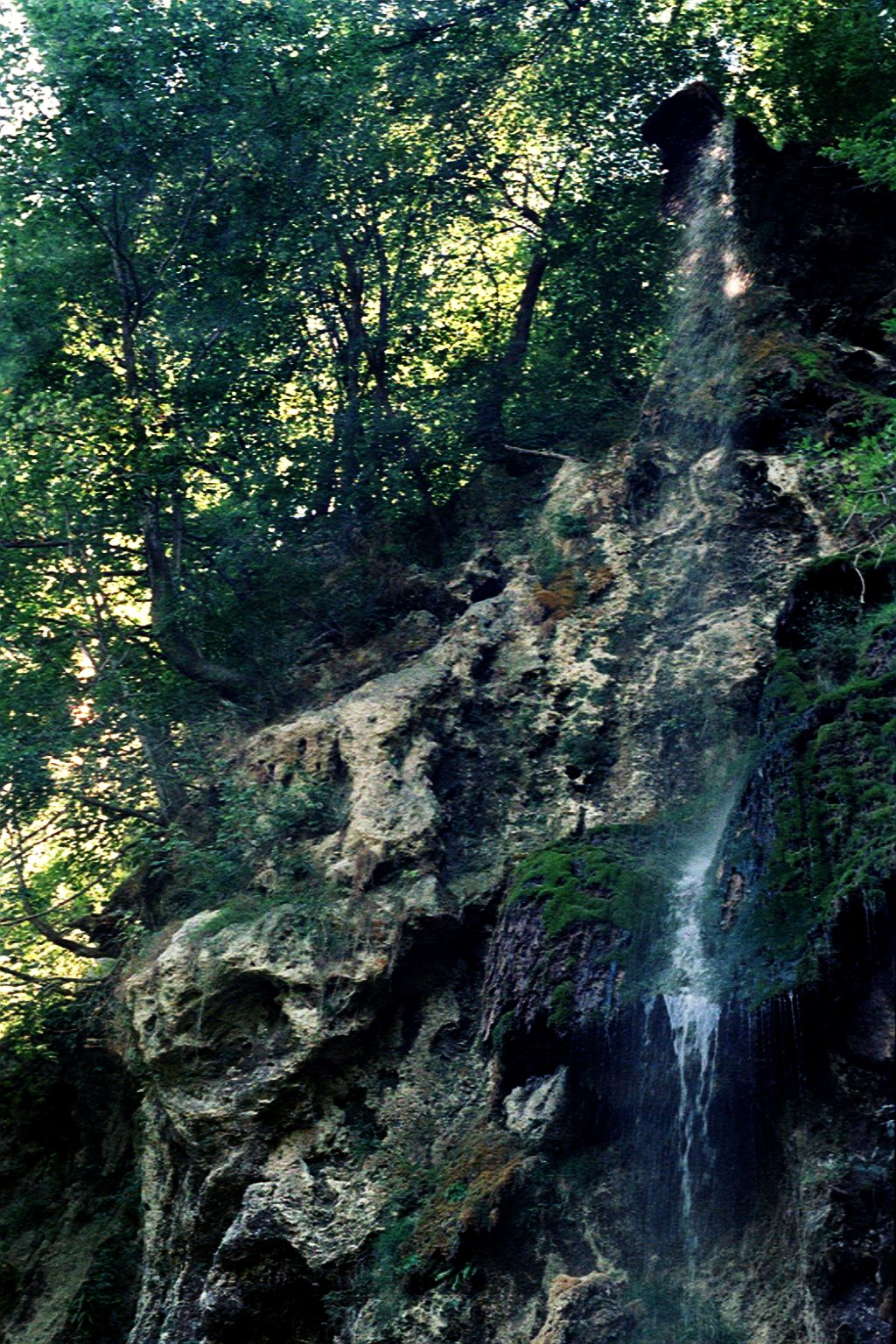
Uracher Wasserfall, 2003
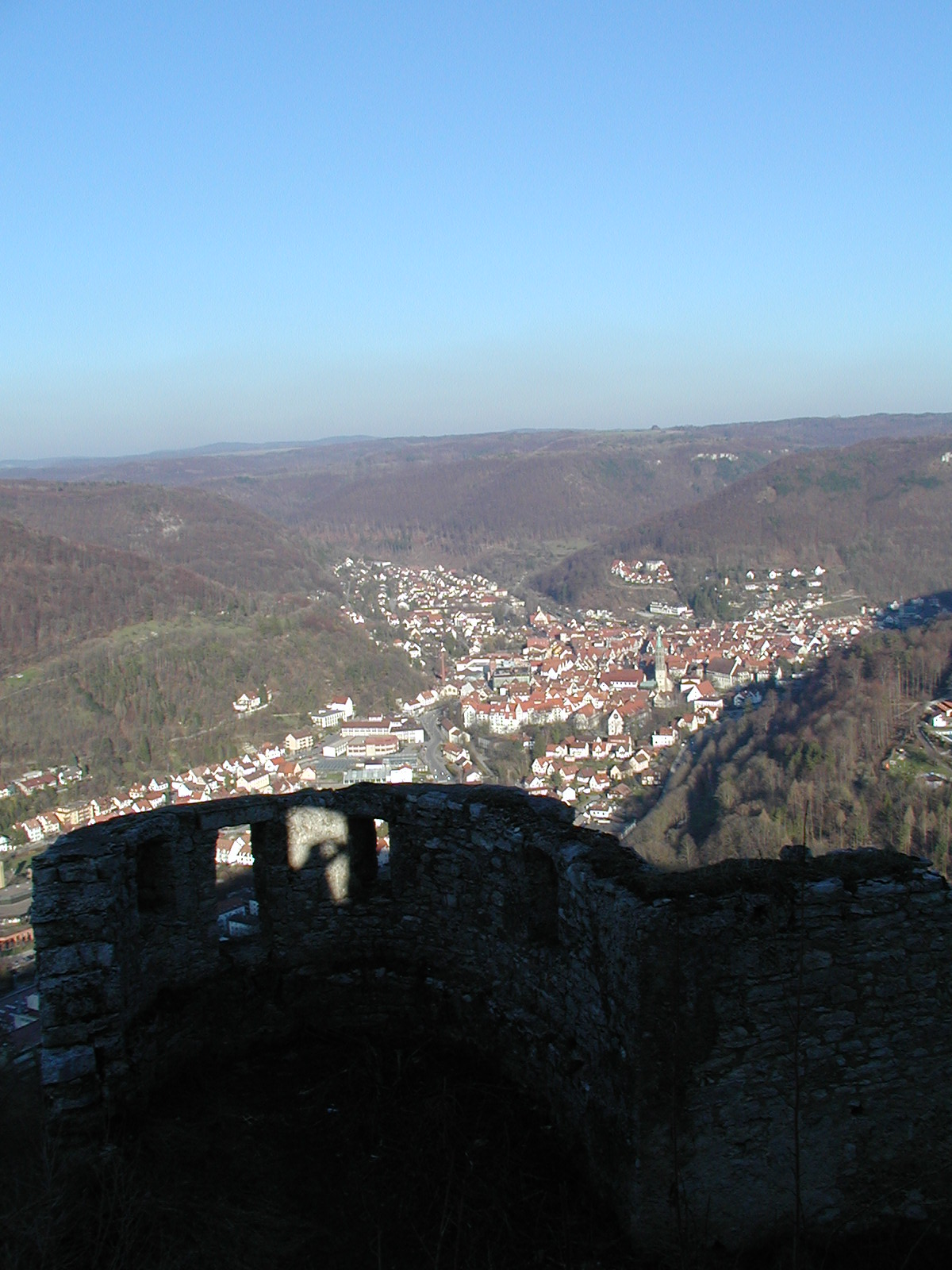
Vista sobre Urach, tomada desde el castillo